# Платинагексамагний
Платинагексамагний — бинарное неорганическое соединение
платины и магния
с формулой Mg6Pt,
кристаллы.

## Получение
- Сплавление стехиометрических количеств чистых веществ [1]:

{\displaystyle {\mathsf {Pt+6Mg\ {\xrightarrow {700^{o}C}}\ Mg_{6}Pt}}}

## Физические свойства
Платинагексамагний образует кристаллы
кубической сингонии,
пространственная группа F 43m,
параметры ячейки a = 2,011 нм,
структура типа палладийгексамагний Mg6Pd
.
Соединение образуется по перитектической реакции при температуре 700 °C.